# (16236) Stebrehmer
(16236) Stebrehmer (2000 GG51) – planetoida z pasa głównego asteroid okrążająca Słońce w ciągu 4,26 lat w średniej odległości 2,63 j.a. Odkryta 5 kwietnia 2000 roku.